# Daft Punk’s Electroma
Daft Punk’s Electroma – film francuskiego duetu Daft Punk. Film opowiada o pragnieniu dwóch robotów aby zostać ludźmi. Jest to pierwszy film Daft Punk nie zilustrowany ich własną muzyką.

## Produkcja
Wcześniejsze doświadczenia muzyków Daft Punk na polu reżyserii miały miejsce na planie teledysków do singli "Fresh", "Robot Rock" i "Technologic". Daft Punk’s Electroma początkowo miała być teledyskiem do utworu "Human After All", ale z czasem pomysł ewoluował w kierunku pełnometrażowego filmu. Według Guy-Manuela de Homem-Christo, Daft Punk’s Electroma była nieplanowaną kontynuacją "Robot Rock" i "Technologic". "Uzyskaliśmy dynamikę filmowania, i film powstał w naturalny sposób (...) Gdy mamy dobrą dynamikę pracy, nie musimy zadawać sobie nawzajem wielu pytań". Thomas Bangalter stwierdził:, "Mieliśmy takie podejście do tego filmu jak wtedy, gdy zaczynaliśmy tworzyć muzykę. Stworzyć coś bez zasad i standardów. Mieć świeże podejście do czegoś nowego, czego naprawdę nie znasz, i czego uczysz się od zera".
Film nakręcono na taśmie 35 mm Kodaka, za zdjęcia do filmu odpowiadał Bangalter. Muzyk pożyczył i przeczytał 200 starych numerów American Cinematographer by przygotować się należycie do tego zadania. Zdjęcia do Daft Punk’s Electroma trwały 11 dni. Większość materiału nakręcono w Kalifornii.
Podczas gdy D.A.F.T. – A Story about Dogs, Androids, Firemen and Tomatoes i Interstella 5555: The 5tory of the 5ecret 5tar 5ystem powstały jako uzupełnienie albumów Homework i Discovery, ścieżka dźwiękowa Daft Punk’s Electroma nie zawiera muzyki Daft Punk. Według słów de Homem-Christo, "Zaczęliśmy od muzyki, ale film jest dosyć minimalistyczny". Muzyka w filmie to utwory Todda Rundgrena, Briana Eno, Sébastiena Telliera, Curtisa Mayfielda, Lindy Perhacs, Jacksona C. Franka i Mathieu Tonettiego.

## Dystrybucja
Film został po raz pierwszy pokazany 21 maja 2006 na MFF w Cannes w ramach pokazów Director's Fortnight. Pokazy o północy Daft Punk’s Electroma mają miejsce w paryskich kinach od marca 2007. Film został też wyświetlony na Biennale de Montréal w Kanadzie 11 maja. Obraz został zaprezentowany w Australian Centre for the Moving Image 7 czerwca i 8 czerwca w londyńskim Institute of Contemporary Arts (ICA), a także w Kino Arsenal w Berlinie 4 lipca 2007. W lipcu Electroma została zaprezentowana jako film konkursowy na MFF Era Nowe Horyzonty we Wrocławiu. Następnie odbyła się seria pokazów filmu w Wielkiej Brytanii, rozpoczęta w lipcu 2007 i zakończona projekcją w październiku tego roku w BBC Electric Proms. ICA zaanonsowało kilka pokazów nocnych Electromy na listopad 2007, ale frekwencja na seansach i zainteresowanie filmem sprawiły, że pokazy trwały do stycznia 2008. W grudniu 2007 film został wyświetlony w Seattle, Nowym Jorku, Chicago, Los Angeles, Atlancie i w Austin w ramach serii pokazów kina niezależnego sponsorowanej przez Toyotę Scion. Vice Records sponsorowało kanadyjskie nocne seanse filmu 7 grudnia w Victorii, Banff, Calgary, Winnipeg, Fort McMurray i Toronto. Kolejne pokazy odbędą się w styczniu 2008 w Toronto, Ottawie i Whitehorse.
DVD-Video Daft Punk’s Electroma ukazało się najpierw w Australii, 6 czerwca 2007. Dystrybutorem była firma Aztec International Entertainment, a OFLC zaliczyło obraz do klasy G. Vice Records wyda DVD w USA w styczniu 2008. DVD ukazało się w Wielkiej Brytanii 19 listopada 2007.

## Fabuła
Główni bohaterowie filmu, w napisach końcowych nazwani odpowiednio "Hero Robot No. 1" i "Hero Robot No. 2", są robotami, przypominającymi muzyków duetu w ich scenicznej stylizacji. Na głowach mają kaski, ubrani są w skórzane kombinezony z napisem "DAFT PUNK" na plecach. Otwierająca film scena ukazuje ich jadących samochodem (Ferrari 412 rocznik 87 z tablicą rejestracyjną "HUMAN"). Po podróży przez południowo-zachodni krajobraz Stanów, bohaterowie wjeżdżają do miasteczka w hrabstwie Inyo w stanie Kalifornia. Wszyscy mieszkańcy są robotami przypominającymi bohaterów, ale zróżnicowanymi pod względem wieku, ubrań i płci. Przejeżdżając przez miasto samochód mija m.in. parę nowożeńców, matkę z dzieckiem i pielęgnujących ogródek przydomowy staruszków.
Robot No. 1 i Robot No. 2 zatrzymują samochód i przybywają do zaawansowanego technicznie obiektu, gdzie zostają poddani zabiegowi oblania głów ciekłą substancją przypominającą cielisty lateks. Substancja zostaje uformowana na kształt ludzkich twarzy, przyczepione zostają do nich sztuczne fragmenty ciała (nosy, uszy) a na głowę zostają nałożone peruki. Czynności te wykonują inne roboty w białych kombinezonach. Gdy bohaterowie wychodzą z zakładu i kierują się w stronę miasta, mieszkańcy przystają i obserwują ich. W gorącym słońcu lateks zaczyna się jednak topić, a gdy mieszkańcy zaczynają gonić bohaterów, ich sztuczne twarze ulegają całkowitej deformacji i zniszczeniu. Roboty ukrywają się przed goniącymi w publicznej toalecie i zdejmują resztki zniszczonych masek.
Następnie roboty udają się w długą wędrówkę przez solną pustynię.
Drugiego dnia wędrówki Robot No. 1 zatrzymuje się, zdejmuje kurtkę i odsłania znajdujące się na plecach guziki. Robot No. 2 pomaga mu wcisnąć jeden z nich, co uruchamia odliczanie. Robot No. 1 oddala się, a gdy odliczanie kończy się, zostaje rozerwany przez eksplozję na kawałki. Robot No. 2 rusza w dalszą wędrówkę, ale po pewnym czasie też się zatrzymuje. Upada na kolana i próbuje sięgnąć swoich guzików na plecach, ale nie potrafi tego dokonać. Wtedy zdejmuje hełm odsłaniając znajdującą się za nim twarz z obwodu drukowanego. Robot No. 2 uderza hełmem o ziemię rozbijając go na drobne kawałki i używając jednego z nich jak szkła powiększającego, skupia promienie słońca na dłoni, wywołując zapłon. Ostatnia sekwencja filmu pokazuje w zwolnionym tempie robota ogarniętego płomieniami, przemierzającego w nocy pustynię.

## Obsada
- Peter Hurteau jako Hero #1
- Michael Reich jako Hero #2
- Ritche Lago Bautista jako Robot Pan Młody
- Daniel Doble jako Robot Pastor
- Athena Stamos jako Robot Kelnerka
- Bradley Schneider jako Robot Prawnik

## Muzyka
- Curtis Mayfield "Billy Jack"
- Gregorio Allegri "Miserere" w wykonaniu A Sei Voci Ensemble
- Todd Rundgren "International Feel"
- Brian Eno "In Dark Trees"
- Linda Perahcs "If You Were My Man"
- Jackson C. Frank "Dialogue"
- Sebastien Tellier & Mathieu Tonetti "Universe"
- Joseph Haydn "String Quartet in E Flat Major Op. 64, No. 6" w wykonaniu The Kodaly Quartet
- Fryderyk Chopin "No. 4 in E Minor [24 Preludes, Op.28]" w wykonaniu Adama Harasiewicza

## Recenzje
Pokaz Electromy na MFF w Cannes podczas Director's Fortnight wywołał mieszane reakcje. Obraz był chwalony za zdjęcia i oprawę muzyczną, z drugiej strony pomysł wędrówki przez pustynię został uznany za wtórny względem Gerry’ego Gusa Van Santa i The Brown Bunny Vincenta Gallo. Podczas tego fragmentu filmu znaczna część publiczności opuściła pokaz premierowy.
Reakcje publiczności podczas nocnych pokazów w Paryżu w marcu 2007 były oceniane jako pozytywne. Projekcje spotkały się z tak dużym zainteresowaniem, że zamiast planowanych kilku pokazów film był wyświetlany przez pół roku. Podobnie w Wielkiej Brytanii, bilety na seanse sprzedawały się dobrze.